# UFC Fight Night: Figueiredo vs. Benavidez 2
UFC Fight Night: Figueiredo vs. Benavidez 2（ユーエフシー・ファイトナイト：フィゲイレード・バーサス・ベナビデス・ツー、別名UFC Fight Night 172、UFC on ESPN+ 30）は、アメリカ合衆国の総合格闘技団体「UFC」の大会の一つ。2020年7月19日、アブダビ・ヤス島のファイトアイランド内フラッシュ・フォーラムで開催された。

## 大会概要
本大会ではデイブソン・フィゲイレードとジョセフ・ベナビデスのUFC世界フライ級王座決定戦が組まれた。

## 試合結果

### プレリミナリーカード
第1試合 ヘビー級 5分3R
○  セルゲイ・スピバック vs.  カルロス・フェリペ ×
3R終了 判定2-0（28–28、29–27、29–27）
第2試合 ライト級 5分3R
○  アルマン・ツァルキヤン vs.  ダヴィ・ハモス ×
3R終了 判定3-0（30-27、30-27、29–28）
第3試合 バンタム級 5分3R
○  アミル・アルバジ vs.  マルコム・ゴードン ×
1R 4:42 三角絞め
第4試合 バンタム級 5分3R
○  ブレット・ジョーンズ vs.  モンテル・ジャクソン ×
3R終了 判定3-0（29–28、29–28、29–28）
第5試合 ライト級 5分3R
○  ヨエル・アルバレス vs.  ジョセフ・ダフィー ×
1R 2:25 ギロチンチョーク
第6試合 150ポンド契約 5分3R
○  グラント・ドーソン vs.  ナド・ナリマニ ×
3R終了 判定3-0（30–26、30-27、29–27）
第7試合 ライトヘビー級 5分3R
○  ロマン・ドリーゼ vs.  カディ・イブラギモフ ×
1R 4:15 TKO（左ハイキック→パウンド）

### メインカード
第8試合 フライ級 5分3R
○  アスカル・アスカロフ vs.  アレッシャンドリ・パントージャ ×
3R終了 判定3-0（29–28、29–28、29–28）
第9試合 女子フライ級 5分3R
○  アリアネ・リプスキ vs.  ルアナ・カロリーナ ×
1R 1:28 膝十字固め
第10試合 ライト級 5分3R
○  ラファエル・フィジエフ vs.  マルク・ディアケイジー ×
3R終了 判定3-0（30-27、29–28、29–28）
第11試合 ミドル級 5分3R
○  ジャック・ハーマンソン vs.  ケルヴィン・ガステラム ×
1R 1:18 ヒールホールド
第12試合 UFC世界フライ級王座決定戦 5分5R
○  デイブソン・フィゲイレード vs.  ジョセフ・ベナビデス ×
1R 4:48 TKO（リアネイキドチョーク）
※フィゲイレードが王座獲得に成功。

### 各賞
ファイト・オブ・ザ・ナイト： ラファエル・フィジエフ vs. マルク・ディアケイジー
パフォーマンス・オブ・ザ・ナイト：デイブソン・フィゲイレード、アリアネ・リプスキ
各選手にはボーナスとして5万ドルが授与された。

### カード変更
負傷などによるカードの変更は以下の通り。